# Apadewa
Apadewa – pisarz i bramin indyjski działający około 1630 roku. Pisał w sanskrycie oraz w marathi. Jego najsłynniejsze dzieło to komentarz do filozofii Mimamsy -"Mimamsanyayaprakasha".